# Fred Davis
Fred Davis OBE (* 13. August 1913 in Chesterfield; † 16. April 1998 in Denbighshire) war ein englischer Billardspieler. Er war mehrfacher Weltmeister in den Disziplinen Snooker und English Billiards.

## Karriere
1928 wurde Davis englischer U16-Meister im English Billiards. Ein Jahr später wurde er Profispieler und spielte 1937 sein erstes professionelles Snookermatch. Er war der zwölf Jahre jüngere Bruder von Joe Davis, der den Snookersport von 1927 bis 1946 dominierte. Joe nahm nach seinem Sieg im Jahr 1946 nicht mehr an der Weltmeisterschaft teil und machte so den Weg für Fred frei, der in den Jahren 1948, 1949 und 1951 Weltmeister wurde.
1940, als sie das einzige Mal im Weltmeisterschaftsfinale gegeneinander antraten, siegte Joe mit 37:36. Auf Grund von Unstimmigkeiten zwischen einigen Spielern und dem Dachverband gründete Davis 1952 die Professional Matchplay Championship, die er von 1952 bis 1956 jedes Jahr gewann. Davis trat 1957 vom aktiven Snookersport zurück. Als die Weltmeisterschaft nach sechsjähriger Pause 1964 wieder ausgetragen wurde, kam Davis aus dem Ruhestand zurück. Er verlor jedoch in den Jahren 1964, 1965 und 1966 jeweils gegen John Pulman.
1976 wurde die Weltrangliste eingeführt. Davis’ Fähigkeiten hatten lange zuvor ihr höchstes Niveau erreicht, trotzdem belegte er in diesem Jahr Platz 4.
1977 wurde er zum Officer of the Order of the British Empire ernannt. Er erreichte 1978 im Alter von 64 Jahren noch einmal das Halbfinale der Snookerweltmeisterschaft. Weitere zwei Jahre später (1980 und dann auch 1981) gewann er die Weltmeisterschaft in der Disziplin English Billiards.
Davis spielte bis ins hohe Alter professionell. 1984, im Alter von 70 Jahren, spielte er zum letzten Mal bei der Snooker-Weltmeisterschaft. 1992 trat er mit 78 Jahren in den Ruhestand.
Fred Davis ist nicht mit Steve Davis verwandt, der in den 1980er Jahren insgesamt sechsmal Snookerweltmeister wurde.
2011 wurde er, zusammen mit seinem Bruder, in die Snooker Hall of Fame aufgenommen.